# Oumarou Ganda
Oumarou Ganda (Niamey, 18 marzo 1935 – Yamoussoukro, 1º gennaio 1981) è stato un regista e attore nigerino.

## Biografia
A soli 17 anni, si arruola nell'esercito francese e trascorre due anni in Indocina; in seguito rientra in Niger e viene giudicato inabile al lavoro. Decide così di emigrare in Costa d'Avorio e comincia a lavorare al porto di Abidjan.
In questo periodo incontra l'etnologo e regista francese Jean Rouch che stava lavorando proprio sul fenomeno delle emigrazioni nella zona occidentale del continente: Ganda diventa un suo collaboratore e interpreta il ruolo principale in Moi, Un Noir del 1958.
Rientrato a Niamey, inizia a collaborare con il Centro Culturale della capitale, facendo molte esperienze e specializzandosi come assistente tecnico. Nel 1968, realizza il suo primo film Cabascabo e all'inizio degli anni settanta ottiene fama e successo anche a livello internazionale. Realizza anche molti documentari e proprio durante la lavorazione di uno di questi si spegne per un infarto cardiaco, il 1º gennaio del 1981.

## Filmografia
- Cabascabo (1968)[1]
- Le Wazzou Polygame (1970)[2]
- Saïtane (1972)[3]
- L'Exilé (1980)[4]